# Cours Romestang
Le cours Romestang est une voie de la commune française de Vienne.

## Situation et accès
Il traverse du sud au nord, la moitié sud du Centre-ville de Vienne .

## Origine du nom
Le nom provient de la famille Romestaing qui était l'une des plus considérables de Vienne,et qui possédait le terrain. Il est vraisemblable que le lieu tire son nom d'un certain Guigue Romestaing qui avait donné des terres à l'archevêché de Vienne.

## Historique
Déserté par l'habitat à la fin de l'époque romaine, le quartier était à l'extérieur des murs construits à la fin du XIVe siècle.
Le nom de Romestang, utilisé dès le Moyen Âge, désignait sous l'ancien régime ce terrain situé en dehors du rempart Est de la ville. Quand le rempart fut abattu, ce terrain fut annexé à la ville. La plaine de Romestang devenu un espace libre, est aménagé au début du XVIIIe siècle en promenade plantée de marronniers et des maisons furent construites.
À partir de 1770, dans le cadre des travaux d'embellissement de la ville, la promenade est transformée en avenue et fermée au sud par une nouvelle porte (1786). Ce n'est qu'au début du XIXe siècle, avec la démolition des remparts, que le quartier est urbanisé.
Le premier nom de la rue fut « Cours Romestang » puis « Cours du Président-Wilson » en 1918 et enfin en 1963 « Cours Romestang ».